# Aïn Ehel Taya
Aïn Ehel Taya este o comună din departamentul Atar, Regiunea Adrar, Mauritania, cu o populație de 5.653 locuitori.